# Natovenator polydontus
Natovenator polydontus es la única especie conocida del género extinto Natovenator de dinosaurio terópodo dromeosáurido, que vivió a finales del período Cretácico, hace aproximadaemnte 72 millones de años durante el Maastrichtiense, en lo que es ahora Asia. Sus restos son provenientes de la Formación Barun Goyot del Cretácico Superior en Mongolia. Natovenator es crucial para la comprensión de los halszkaraptorinos debido a que brinda más apoyo para el estilo de vida semiacuático que se ha propuesto para este clado. Este descubrimiento es importante ya que los estilos de vida semiacuáticos de los halszkaraptorinos, principalmente Halszkaraptor, que fueron cuestionados a principios de 2022.

## Descripción

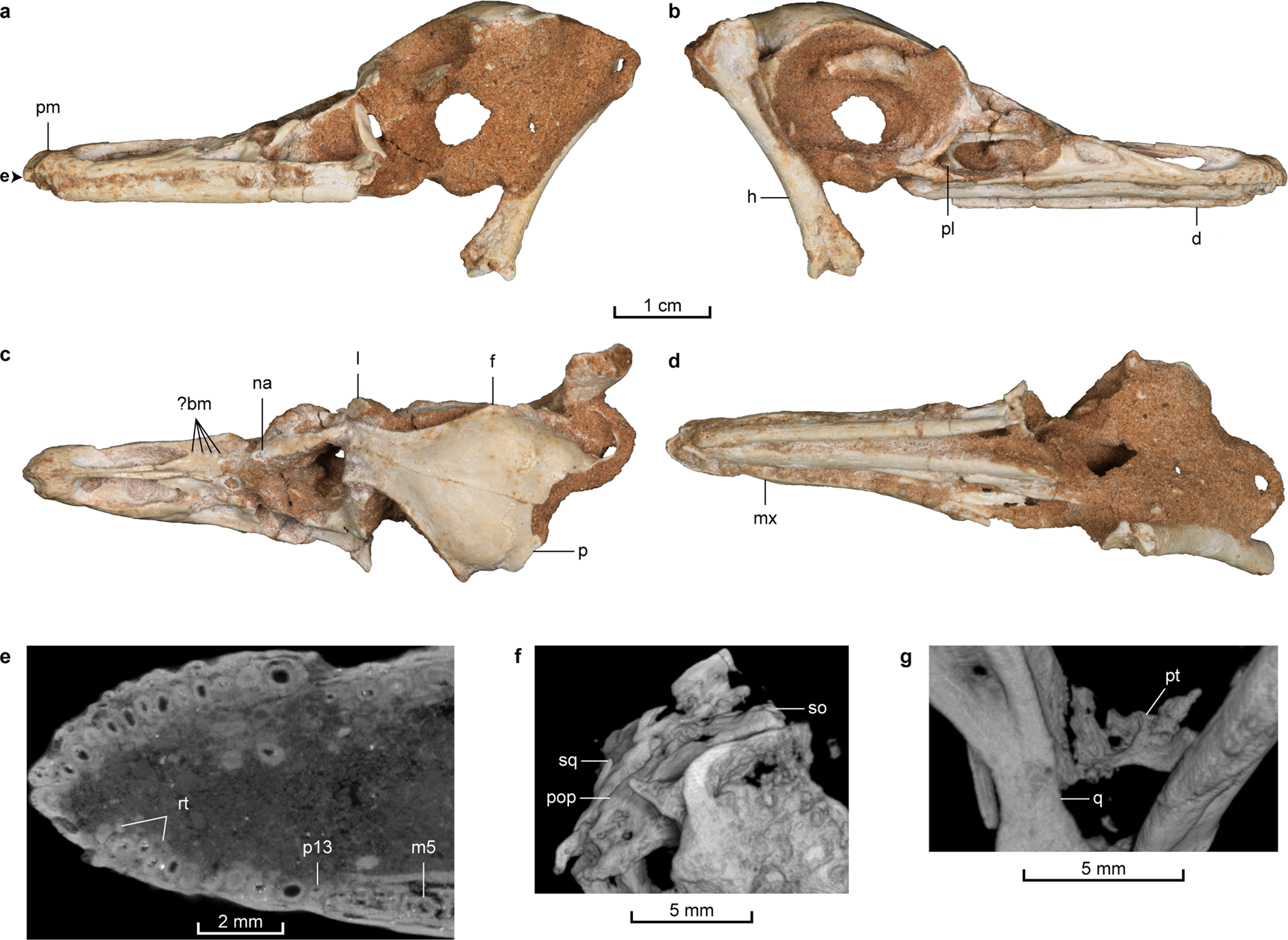
Cráneo holotipo

Natovenator era un terópodo muy pequeño, comparable en apariencia a las aves acuáticas existentes, al igual que otros miembros de Halszkaraptorinae. Natovenator es diferente de otros halszkaraptorinos debido a características tales como un surco ancho delimitado por un par de crestas en la superficie anterodorsal del premaxilar, un premaxilar con un proceso interno alargado que recubre la nariz y se extiende posterior a la nariz externa, 13 dientes premaxilares con coronas grandes e incisiviformes, ausencia de pleurocelos en las vértebras cervicales y un metacarpiano II en forma de reloj de arena, entre otras características. Las parapófisis de sus vértebras son similares a las de las extintas Hesperornithiformes, que eran aves buceadoras dentadas.

## Descubrimiento e investigación

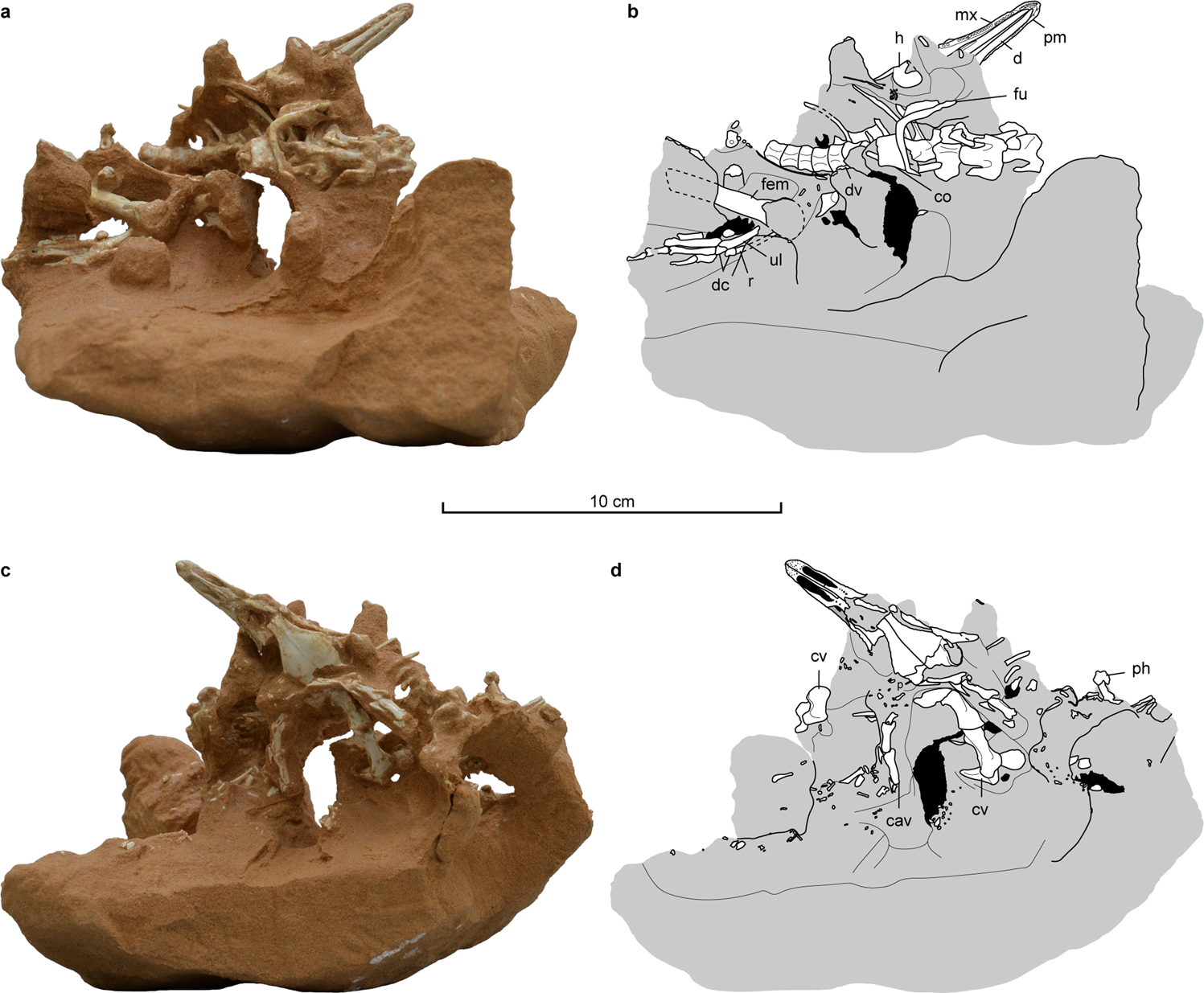
Bloque de holotipo

El espécimen holotipo de Natovenator, MPC-D 102/114, se encontró en sedimentos de la Formación Barun Goyot de la provincia de Omnogovi, Mongolia. Consiste en un esqueleto mayormente articulado con un cráneo casi completo.
En 2022, Natovenator polydontus fue descrito como un nuevo género y especie de dinosaurio terópodo halszkaraptorino por Sungjin Lee, Yuong-Nam Lee, Philip J. Currie, Robin Sissons, Jin-Young Park, Su-Hwan Kim, Rinchen Barsbold y Khishigjav Tsogtbaatar, a partir de estos restos. El nombre del género, "Natovenator", se deriva de las palabras latinas "nato", que significa "nadar", y "venator", que significa "cazador", en referencia a su dieta piscívora y posible comportamiento como nadador. El nombre específico, "polydontus", se deriva de las palabras griegas "polys", que significa "muchos", y "odous", que significa "diente".

## Clasificación
En sus análisis filogenéticos, Lee et al . (2022) recuperó a Natovenator como un miembro derivado de Halszkaraptorinae, siendo Halszkaraptor el miembro más basal del grupo.

### Filogenia
El cladograma a continuación muestra los resultados de los análisis filogenéticos presentados en la descripción.

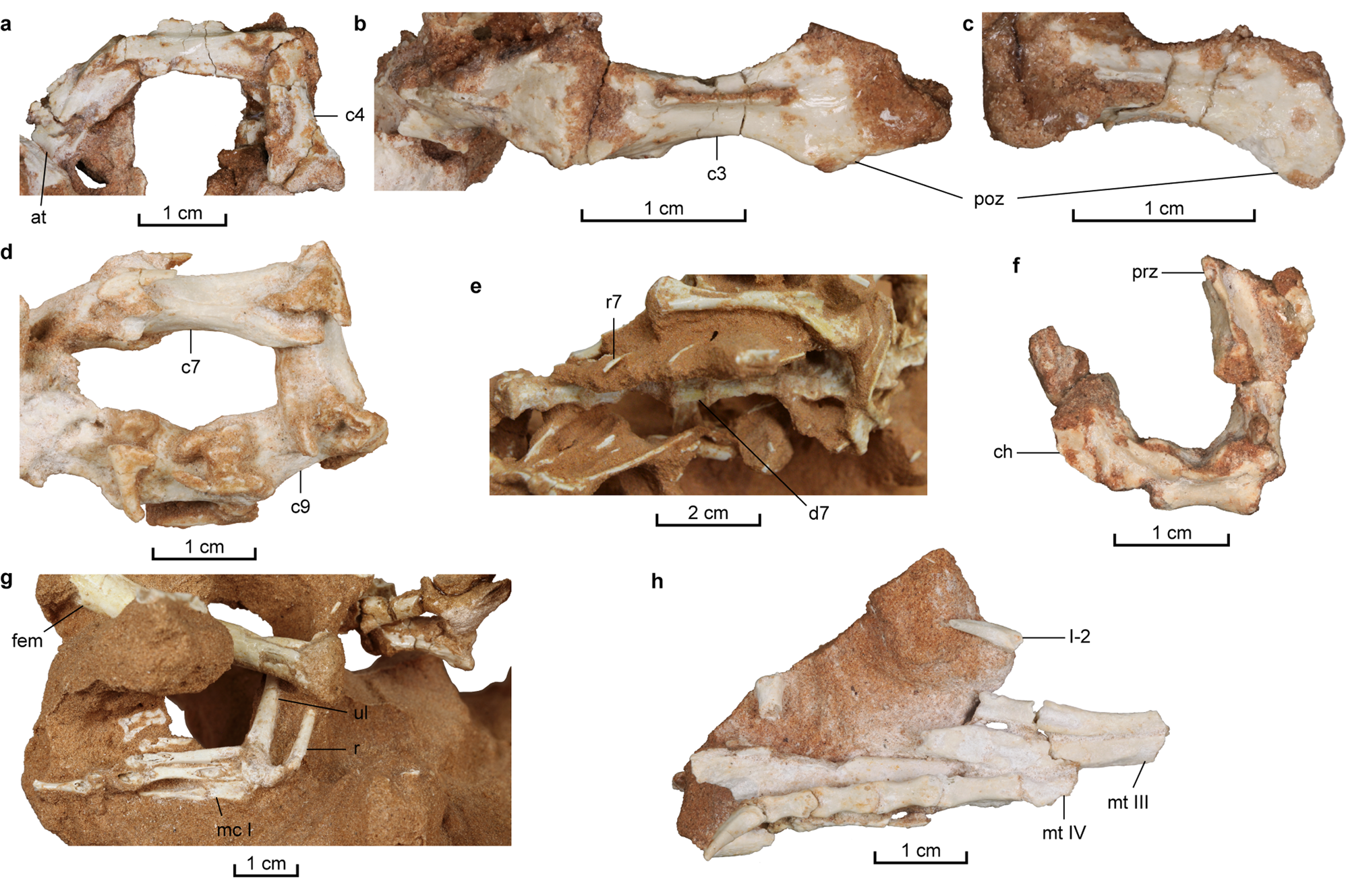
Elementos del cuerpo del holotipo.

|  | Halszkaraptor                                                                        |
|  |                                                                                      |
|  | \| \| Natovenator \| \| \| \| \| \| Hulsanpes \| \| \| \| \| \| Mahakala \| \| \| \| |
|  |                                                                                      |
|  | Natovenator                                                                          |
|  |                                                                                      |
|  | Hulsanpes                                                                            |
|  |                                                                                      |
|  | Mahakala                                                                             |
|  |                                                                                      |

|  | Natovenator |
|  |             |
|  | Hulsanpes   |
|  |             |
|  | Mahakala    |
|  |             |

|  | Zhenyuanlong                                                    |
|  |                                                                 |
|  | Microraptoria                                                   |
|  |                                                                 |
|  | \| \| Bambiraptor \| \| \| \| \| \| Eudromaeosauria \| \| \| \| |
|  |                                                                 |
|  | Bambiraptor                                                     |
|  |                                                                 |
|  | Eudromaeosauria                                                 |
|  |                                                                 |

|  | Bambiraptor     |
|  |                 |
|  | Eudromaeosauria |
|  |                 |

|  | Zhenyuanlong                                                    |
|  |                                                                 |
|  | Microraptoria                                                   |
|  |                                                                 |
|  | \| \| Bambiraptor \| \| \| \| \| \| Eudromaeosauria \| \| \| \| |
|  |                                                                 |
|  | Bambiraptor                                                     |
|  |                                                                 |
|  | Eudromaeosauria                                                 |
|  |                                                                 |

|  | Bambiraptor     |
|  |                 |
|  | Eudromaeosauria |
|  |                 |

|  | Zhenyuanlong                                                    |
|  |                                                                 |
|  | Microraptoria                                                   |
|  |                                                                 |
|  | \| \| Bambiraptor \| \| \| \| \| \| Eudromaeosauria \| \| \| \| |
|  |                                                                 |
|  | Bambiraptor                                                     |
|  |                                                                 |
|  | Eudromaeosauria                                                 |
|  |                                                                 |

|  | Bambiraptor     |
|  |                 |
|  | Eudromaeosauria |
|  |                 |

|  | Zhenyuanlong                                                    |
|  |                                                                 |
|  | Microraptoria                                                   |
|  |                                                                 |
|  | \| \| Bambiraptor \| \| \| \| \| \| Eudromaeosauria \| \| \| \| |
|  |                                                                 |
|  | Bambiraptor                                                     |
|  |                                                                 |
|  | Eudromaeosauria                                                 |
|  |                                                                 |

|  | Bambiraptor     |
|  |                 |
|  | Eudromaeosauria |
|  |                 |

|  | Halszkaraptor                                                                        |
|  |                                                                                      |
|  | \| \| Natovenator \| \| \| \| \| \| Hulsanpes \| \| \| \| \| \| Mahakala \| \| \| \| |
|  |                                                                                      |
|  | Natovenator                                                                          |
|  |                                                                                      |
|  | Hulsanpes                                                                            |
|  |                                                                                      |
|  | Mahakala                                                                             |
|  |                                                                                      |

|  | Natovenator |
|  |             |
|  | Hulsanpes   |
|  |             |
|  | Mahakala    |
|  |             |

|  | Zhenyuanlong                                                    |
|  |                                                                 |
|  | Microraptoria                                                   |
|  |                                                                 |
|  | \| \| Bambiraptor \| \| \| \| \| \| Eudromaeosauria \| \| \| \| |
|  |                                                                 |
|  | Bambiraptor                                                     |
|  |                                                                 |
|  | Eudromaeosauria                                                 |
|  |                                                                 |

|  | Bambiraptor     |
|  |                 |
|  | Eudromaeosauria |
|  |                 |

|  | Zhenyuanlong                                                    |
|  |                                                                 |
|  | Microraptoria                                                   |
|  |                                                                 |
|  | \| \| Bambiraptor \| \| \| \| \| \| Eudromaeosauria \| \| \| \| |
|  |                                                                 |
|  | Bambiraptor                                                     |
|  |                                                                 |
|  | Eudromaeosauria                                                 |
|  |                                                                 |

|  | Bambiraptor     |
|  |                 |
|  | Eudromaeosauria |
|  |                 |

|  | Zhenyuanlong                                                    |
|  |                                                                 |
|  | Microraptoria                                                   |
|  |                                                                 |
|  | \| \| Bambiraptor \| \| \| \| \| \| Eudromaeosauria \| \| \| \| |
|  |                                                                 |
|  | Bambiraptor                                                     |
|  |                                                                 |
|  | Eudromaeosauria                                                 |
|  |                                                                 |

|  | Bambiraptor     |
|  |                 |
|  | Eudromaeosauria |
|  |                 |

|  | Zhenyuanlong                                                    |
|  |                                                                 |
|  | Microraptoria                                                   |
|  |                                                                 |
|  | \| \| Bambiraptor \| \| \| \| \| \| Eudromaeosauria \| \| \| \| |
|  |                                                                 |
|  | Bambiraptor                                                     |
|  |                                                                 |
|  | Eudromaeosauria                                                 |
|  |                                                                 |

|  | Bambiraptor     |
|  |                 |
|  | Eudromaeosauria |
|  |                 |

## Paleobiología

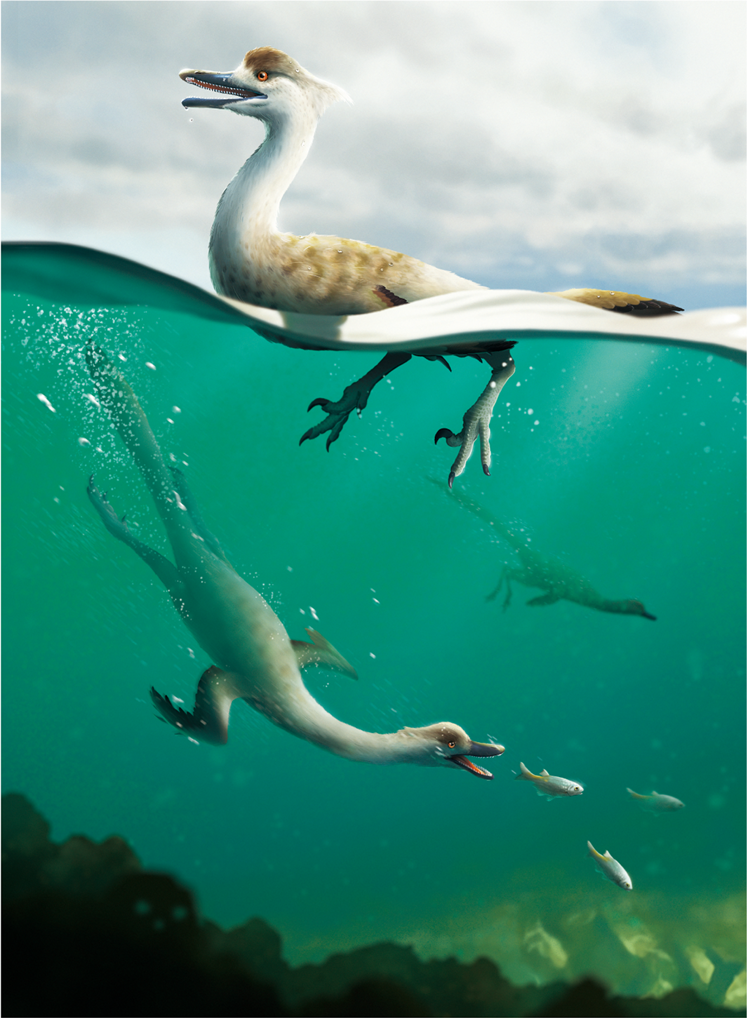
Restauración en vida de Natovenator

En 2022, Lee y sus colegas consideraron a Natovenator como un dromeosáurido nadador eficiente con un estilo de vida semiacuático. Las múltiples convergencias con otros vertebrados acuáticos incluyen un hocico alargado con numerosos dientes, un patrón de reemplazo retrasado de los dientes premaxilares, un sistema neurovascular complejo en la punta del hocico, cuello alargado y zigapófisis vertebral, y una narinas, apertura de la fosa nasal, largas y colocada lejos del extremo del hocico. El equipo indicó que el patrón retrasado de la dentición premaxilar podría haber permitido que siguiera proporcionando dientes agrandados en Natovenator, de manera similar a los sauropterigios. Al igual que muchas aves buceadoras de hoy en día, el cuello de Natovenator era bastante largo, probablemente útil para atraparla presa. En particular, su caja torácica dorsal tenía costillas orientadas hacia atrás, proporcionando una forma hidrodinámica que también se conoce en aves buceadoras eficientes, mosasaurios, coristoderes y espinosáuridos. Aunque se desconoce la locomoción acuática exacta de Natovenator, Lee y sus colegas sugirieron que sus extremidades anteriores actuaban como aletas para propulsarse al nadar.

## Paleoecología
La Formación Barun Goyot se considera de edad Cretácico superior, Campaniano superior, según los sedimentos y el contenido fósil. Esta formación se caracteriza principalmente por lechos rojos , en su mayoría arenas claras, amarillentas, pardo grisáceas y en menor medida rojizas, bien cementadas. Las arcilitas arenosas, a menudo de color rojo, las limolitas , los conglomerados y la estratificación cruzada a gran escala en las arenas también son comunes en toda la unidad. Además, areniscas sin estructura, de grano medio, de grano fino y de grano muy finopredominan en los sedimentos de la Formación Barun Goyot. La geología general de la formación indica que los sedimentos se depositaron en climas relativamente áridos a semiáridos en planicies aluviales, tierras planas que consisten en sedimentos depositados por ríos de las tierras altas, paleoambientes eólicos y lacustres , con la adición de otros cuerpos de agua de corta duración.
La Formación Barun Goyot era un ambiente desértico, similar al área actual, aunque se sabe que Mongolia fue un poco más húmeda durante el Mesozoico. La Formación Barun Goyot data de la etapa Maastrichtiense del Cretácico Superior, hace unos 70 millones de años. Se sabe que poseía una amplia gama de fauna, incluidos muchos más dromeosaurios, incluido Hulsanpes, otro halszkaraptorino, así como muchos ornitisquios y organismos no dinosaurios.
La Formación Barun Goyot también fue el hogar de muchos otros vertebrados, incluidos los anquilosáuridos Saichania, Tarchia y Zaraapelta; alvarezsáuridos como Khulsanurus, Ondogurvel, y Parvicursor. También había aves como Gobipipus, Gobipteryx y Hollanda; dromaeosaurids Kuru and Shri; y otro halszkaraptorino, Hulsanpes. En ella se encontraron  los protoceratópsidos Bagaceratops y Breviceratops, el paquicefalosáurido Tylocephale, los oviraptóridos Conchoraptor, Heyuannia y Nemegtomaia. Entre los grandes dinosaurios se destaca el saurópodo Quaesitosaurus.